# Oskarshamn (comuna)
Oskarshamn (em sueco: Oskarshamns kommun) é uma comuna da Suécia localizada no condado de Calmar. Sua capital é a cidade de Oskarshamn. Possui 1 047 quilômetros quadrados e segundo censo de 2018, havia 26 928.